# بخش بلاسپور (چاتیسگر)
بخش بلاسپور (به انگلیسی: Bilaspur district) یک منطقهٔ مسکونی در هند است که در Bilaspur Division واقع شده‌است. بخش بلاسپور ۳٬۵۰۸ کیلومتر مربع مساحت و ۱٬۶۲۵٬۵۰۲ نفر جمعیت دارد.